# Kanton Bordeaux-5
Kanton Bordeaux-5 (fr. Canton de Bordeaux-5) je francouzský kanton v departementu Gironde v regionu Akvitánie. Tvoří ho pouze část města Bordeaux.